# Det brinner!
Det brinner! är en ungdomsroman från 1999 av Laura Trenter. Den har även filmatiserats och visades som miniserie i SVT under 2002.

## Handling
Frida är bästa kompis med Christoffer, vars pappa är polis. Hon bor med sina föräldrar och sin syster i ett rött hus. En dag flyttar en ny tjej till staden, Isabelle. Frida och Isabelle blir kompisar, och Isabelle vill att de tjuvröker för att fira att de blivit bästisar. Frida går med på det men det går snett. Ödetorpet brinner, och Frida och Isabelle tror att allt är deras fel. De lovar att inte berätta för någon, men så hittar polisen benrester som verkar tillhöra den lokale byfånen Tok-Reine i ödetorpet. Vad ska Frida och Isabelle göra?

## Utgåvor
- 1999 - Det brinner! ISBN 91-88876-97-7
- 2000 - Det braender! (danska) ISBN 87-00-46528-3
- 2001 - Es brennt! (tyska) ISBN 3-473-34380-3
- 2001 - Det brinner! ISBN 91-88877-76-0
- 2003 - Det brenner! (bokmål) ISBN 82-496-0610-8
- 2003 - Eldur í! (färöiska) ISBN 99918-1-387-X
- 2004 - Det brinner! ISBN 91-88879-73-9
- 2004 - Det brinner! e-bok ISBN 91-7297-057-X
- 2004 - Det brinner! ljudbok ISBN 91-7313-101-6
- 2007 - Tuli on irti! (finska) ISBN 978-951-1-21779-4